# Pescatoria cerina
Pescatoria cerina är en orkidéart som först beskrevs av John Lindley och Joseph Paxton, och fick sitt nu gällande namn av Heinrich Gustav Reichenbach. Pescatoria cerina ingår i släktet Pescatoria och familjen orkidéer. Inga underarter finns listade i Catalogue of Life.

## Bildgalleri

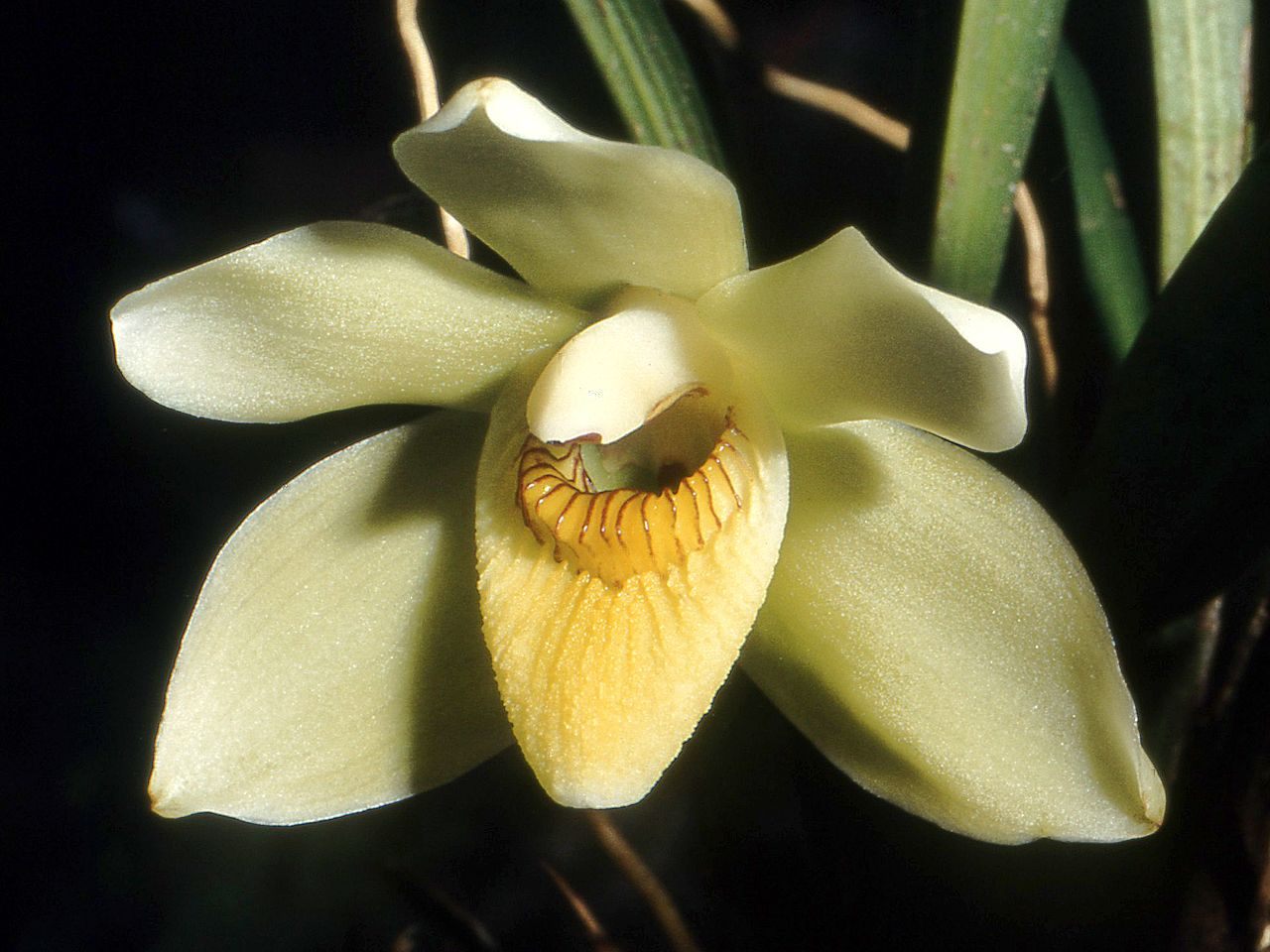
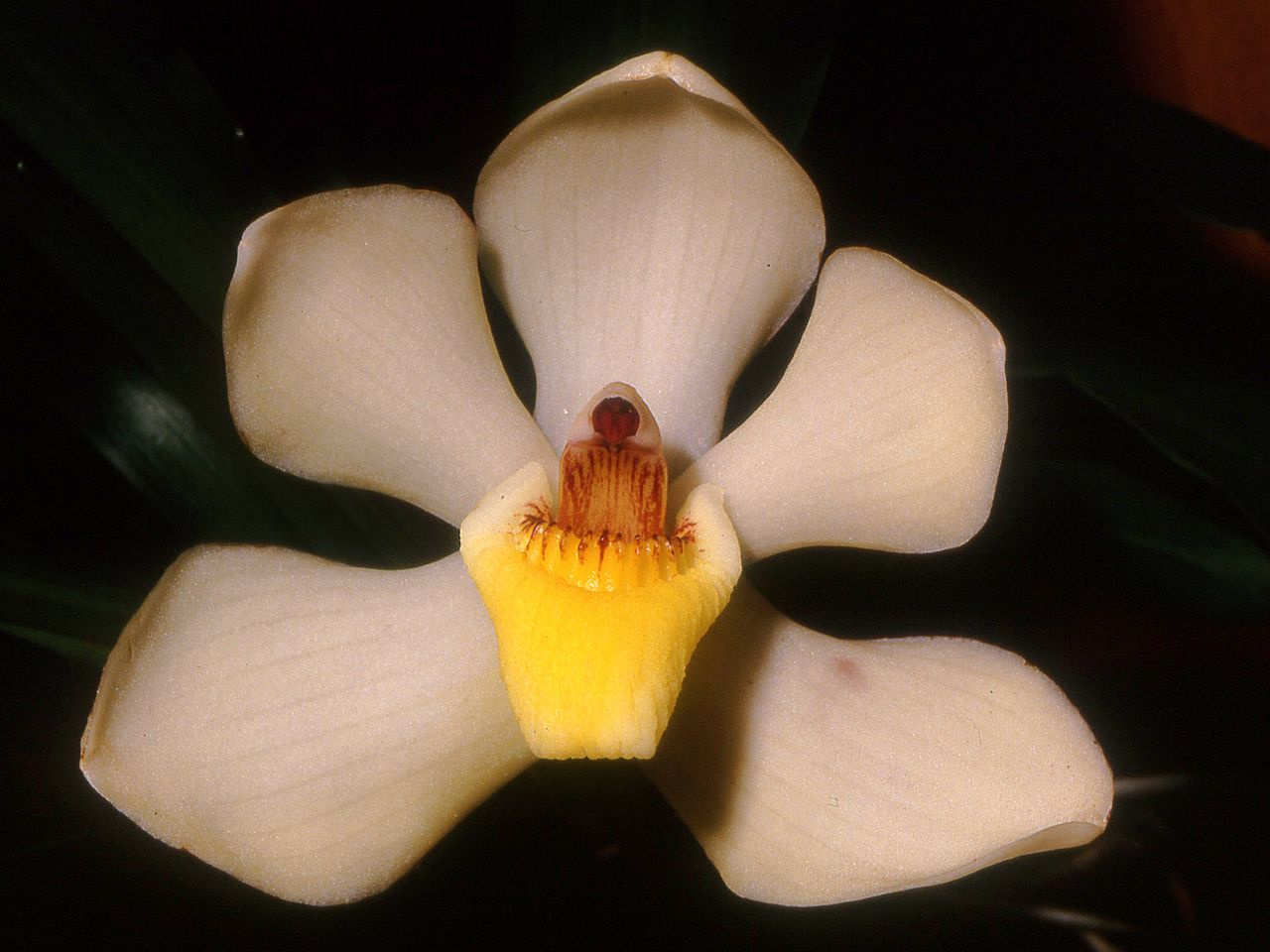
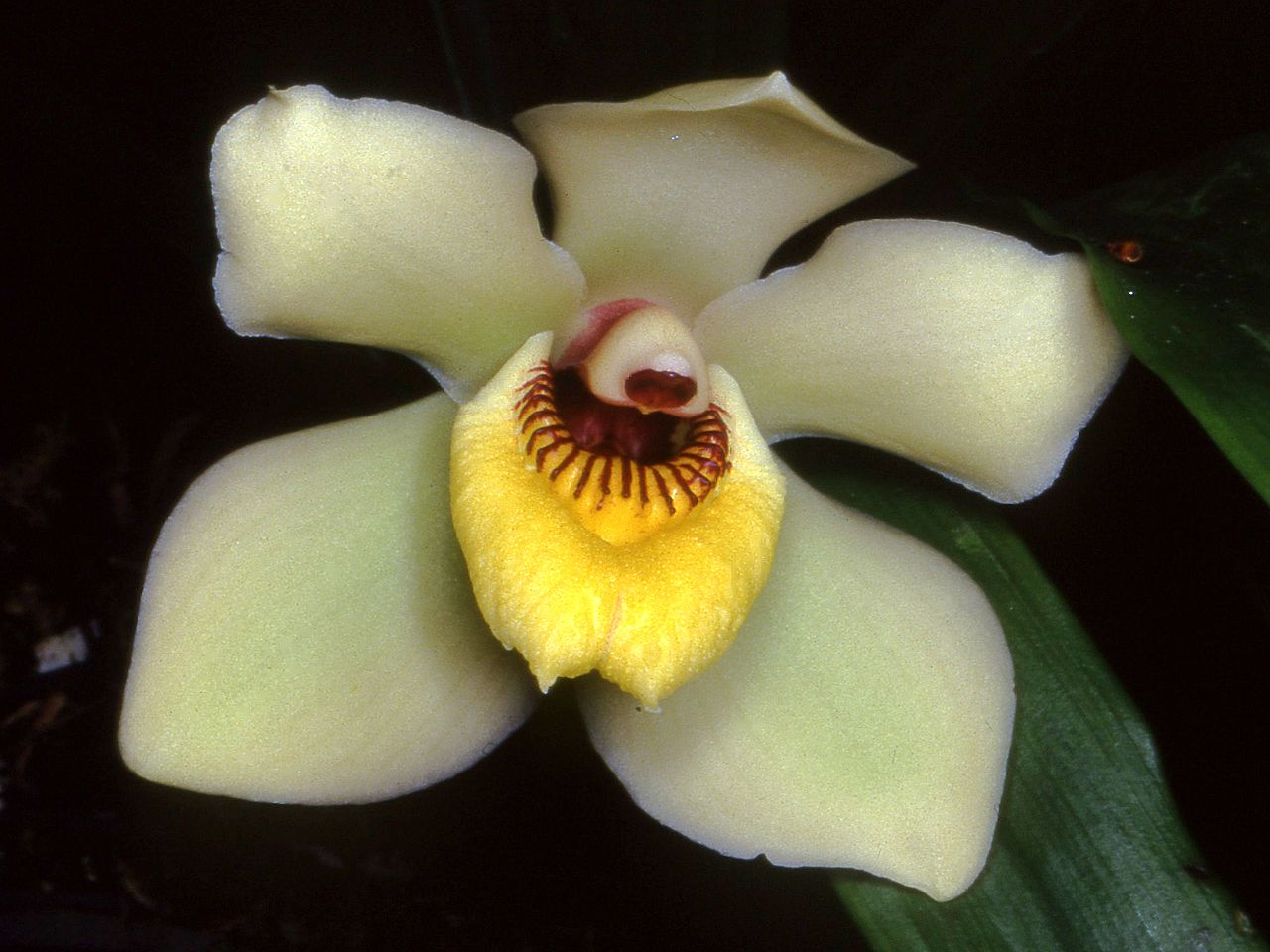
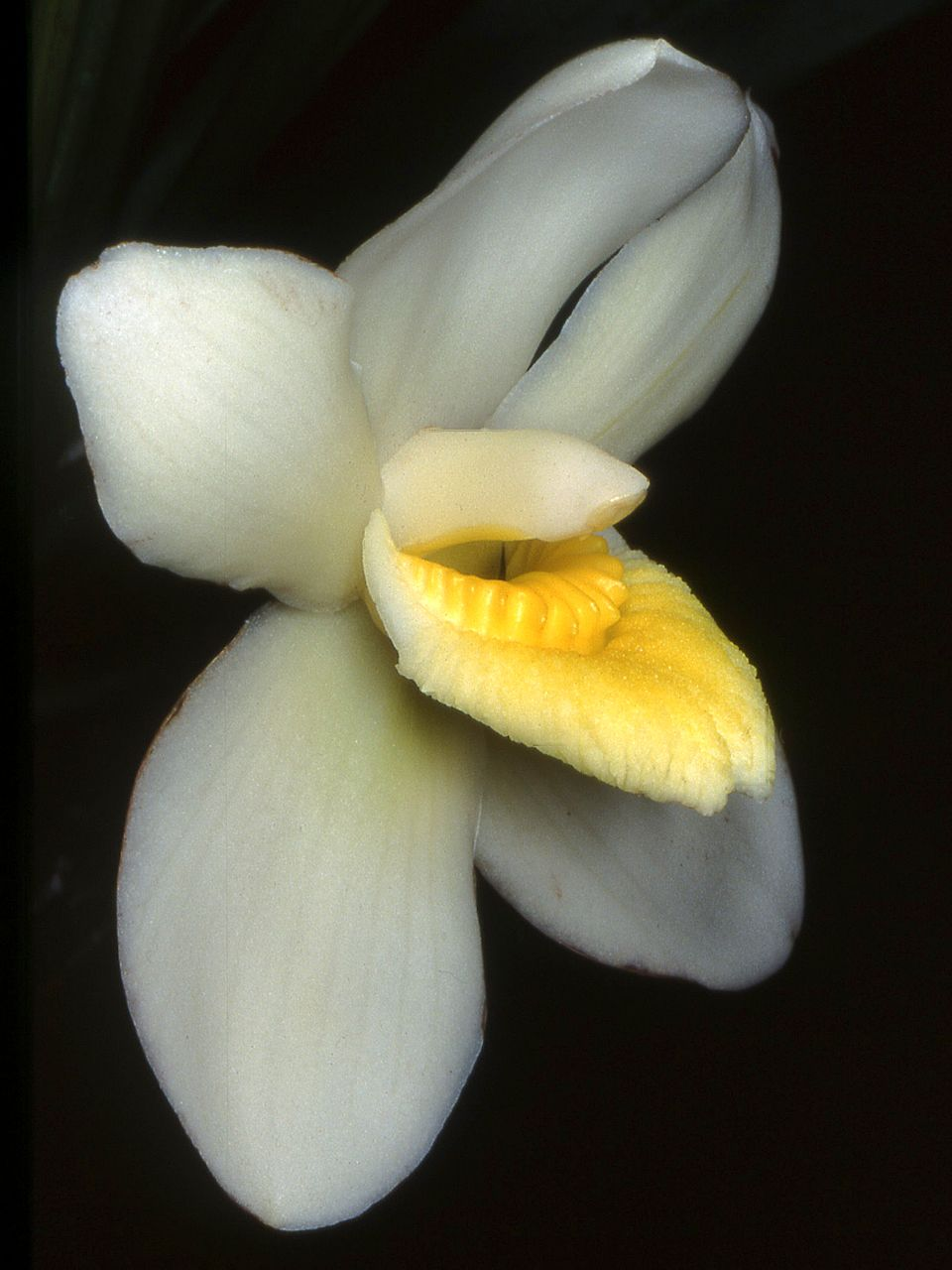
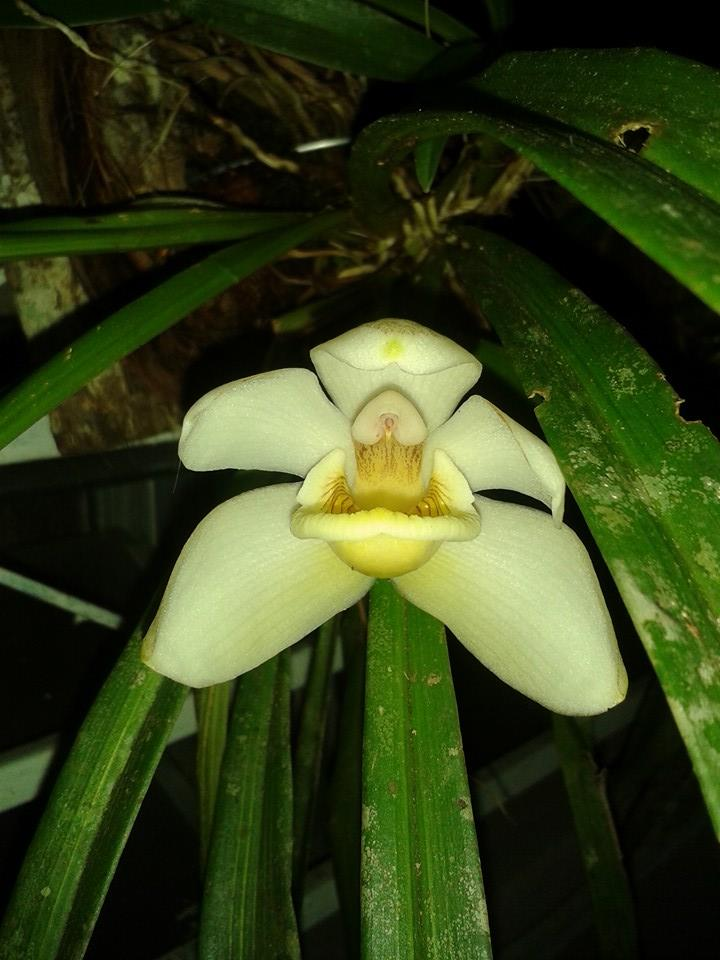
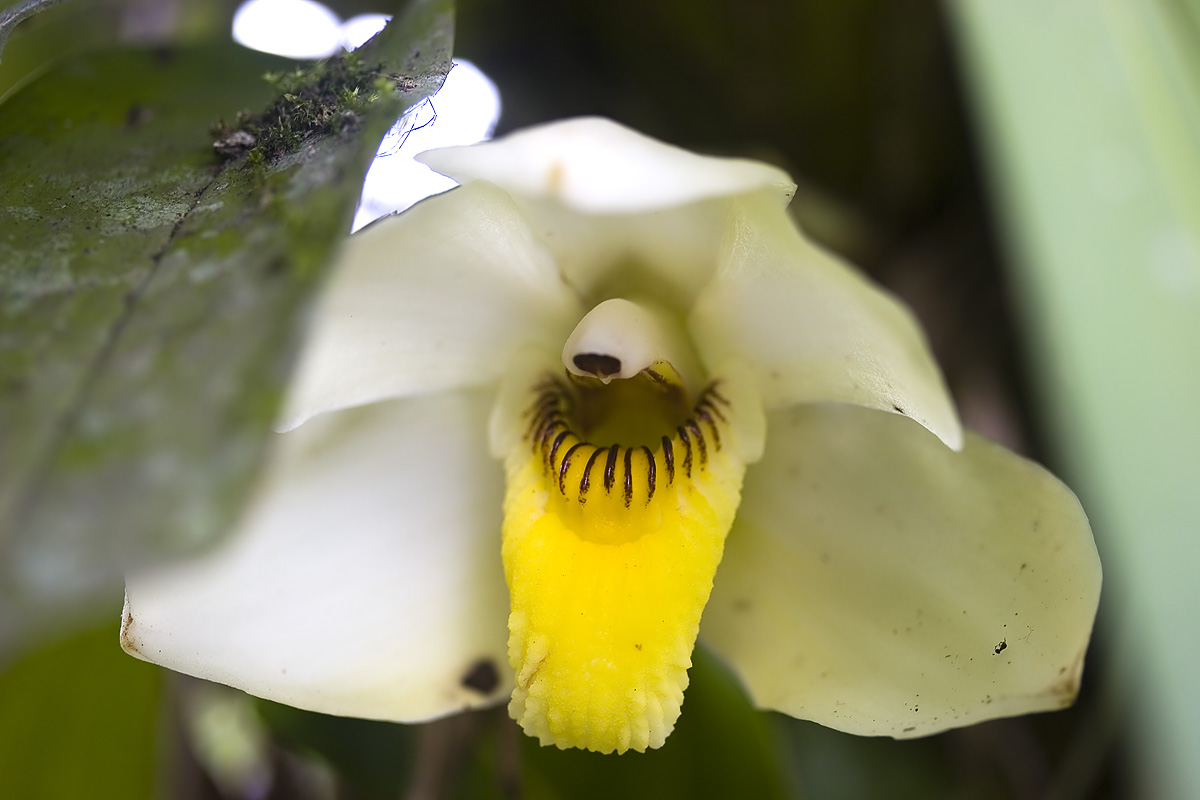